# Dries van Noten
Dries van Noten (Anversa, 12 maggio 1958) è uno stilista belga, descritto dal New York Times come "uno degli stilisti più cerebrali".

## Biografia
Dries van Noten nasce in una famiglia dalla antica tradizione sartoriale: suo padre possedeva un negozio di abbigliamento maschile, mentre suo nonno era un rinomato sarto.. Nel 1981 si laurea insieme alla classe che diverrà conosciuta come la "Antwerp Six", ovvero un gruppo di stilisti diventati particolarmente influenti nel campo della moda, che comprende anche Walter Van Beirendonck, Ann Demeulemeester, Dirk Van Saene, Dirk Bikkembergs e Marina Yee. Prima ancora di ottenere la laurea, le collezioni create dallo studente van Noten attirano l'attenzione di Barney's.
Nel 1985, Van Noten fonda la propria casa di moda, lanciando sul mercato alcune collezioni di prêt-à-porter maschile e femminile, che vengono presentate l'anno seguente a Londra, permettendo allo stilista di ottenere popolarità internazionale. Nel 1991 le sue collezioni maschili debuttano sulle passerelle parigine, seguite due anni dopo da quelle femminili. Ogni anno lo stilista crea quattro collezioni: maschili e femminili, entrambe in versione estiva ed invernale. Fino a qualche anno fa veniva annualmente prodotta anche una collezione per bambini, non più in produzione.
Lo stile del brand van Noten è caratterizzato dall'utilizzo di stampe, spesso etniche, colori e tessuti originali, e capi costituiti a più strati. L'utilizzo di forme classiche abbinate a materiali tecnologici e sperimentali, per la realizzazione di capi nell'antica tradizione sartoriale, rappresentano la principale strategia commerciale dello stilista. Il marchio produce esclusivamente prêt-à-porter, e nessuna collezione di alta moda. Lo stilista ha spiegato che non gli piace l'idea di mostrare abiti che poi gli acquirenti non troverebbero nei negozi. Dries van Noten è anche famoso per il fatto di non fare assolutamente ricorso alla pubblicità per promuovere le proprie creazioni.
Nel 1988 van Noten ha ricevuto un riconoscimento da parte della comunità fiamminga per il suo contributo nel campo della moda. Attualmente Dries Van Noten vive e lavora ad Anversa, dove possiede numerosi negozi, il primo dei quali "Het Modepaleis" è stato aperto nel 1989. La distribuzione del suo marchio si è espansa anche al di fuori dell'Europa, con oltre boutique in tutto il mondo, compresi i punti vendita di Hong Kong e Tokyo. Suo socio in affari, è il compagno Patrick Vangheluwe.